# Phoroncidia pilula (Karsch)
Phoroncidia pilula is een spinnensoort uit de familie van de kogelspinnen (Theridiidae).
De wetenschappelijke naam van de soort werd, als Sudabe pilula, in 1879 voor het eerst geldig gepubliceerd door Ferdinand Anton Franz Karsch.

## Voorkomen
De soort komt voor in China, Korea en Japan.